# Cornelia Norden
Cornelia Norden (* 19. August 1943 in Berlin-Tiergarten) ist eine deutsche Ärztin und Angiologin.

## Leben
Cornelia Norden (geb. Pflug) studierte von 1961 bis 1967 Humanmedizin am 2. Medizinischen Institut in Moskau. Danach begann sie an der Medizinischen Klinik der Karl-Marx-Universität Leipzig neben der Facharztausbildung eine Forschungsarbeit auf dem Gebiet der Blutgerinnung, wozu sie 1969 promovierte. 1971 wechselte Cornelia Norden an die Angiologische Abteilung der Charité Berlin und qualifizierte sich 1973 zur Fachärztin für Innere Medizin. Hauptschwerpunkt ihrer klinisch-wissenschaftlichen Arbeit war die medikamentöse Verzögerung der Arteriosklerose durch Blutverdünner, wie Antikoagulantien und Aspirin. Die Arbeit an der Charité wurde von 1971 bis 1973 durch einen Auslandsaufenthalt in Chile unterbrochen. Dort hospitierte Norden als Ärztin am Universitätskrankenhaus von Santiago de Chile. Der Auslandsaufenthalt wurde frühzeitig durch den Staatsstreich gegen die Regierung der Unidad Popular beendet. 1977 folgte Cornelia Norden dem Ruf als Oberärztin an das Zentralinstitut für Herz-Kreislauf-Forschung der Akademie der Wissenschaften. 1978 wurde sie Subspezialistin für Angiologie/Kardiologie. Von 1978 bis 1981 hielt sich Cornelia Norden in Havanna (Kuba) auf, wo sie als wissenschaftliche Beraterin am Institut für Angiologie half, den Wissenschaftskomplex der Gefäßkrankheiten zu entwickeln. 1982 verteidigte sie erfolgreich ihre Habilitation und ihr wurde der akademische Grad Dr. sc. med. für Angiologie und Gerinnungsphysiologie verliehen. Von 1981 bis 1984 war Cornelia Norden Leiterin der Forschungsgruppe Mikrozirkulation und Thrombose und konnte 1984 an der Akademie der Wissenschaften eine Abteilung zur interdisziplinären klinisch-experimentellen Erforschung von Arteriosklerose etablieren. 1985 wurde Norden zur Professorin an der Akademie der Wissenschaften ernannt. Von 1981 war Norden Leiterin des Wissenschaftlichen Sekretariats des Instituts für Herz-Kreislaufforschung und koordinierte die wissenschaftliche Arbeit der Abteilungen sowie das wissenschaftliche Programm der kardiologischen/angiologischen Zentren der DDR im RGW-Komplexprogramm Herz- und Gefäßerkrankungen der sozialistischen Länder. 1985 wurde sie stellvertretende Direktorin des Instituts. In Folge des Anschlusses der Deutschen Demokratischen Republik an die Bundesrepublik Deutschland konnte Norden diese Tätigkeit ab 1991 nicht mehr ausüben. Von 1992 an arbeitete Cornelia Norden als selbständige Wissenschaftsberaterin unter anderem bei dem Pharmahersteller Schering AG.
Cornelia Norden verfasste 143 wissenschaftliche Publikationen. Sie ist verheiratet und hat zwei Kinder.

## Mitgliedschaften
- 1979 Korrespondierendes Auswärtiges Mitglied der Kubanischen Gesellschaft für Angiologie
- 1984 Ehrenmitglied der Kubanischen Gesellschaft für Angiologie
- Rat der Bevollmächtigten des RGW-Komplex-Programms „Herz- und Gefäßkrankheiten“
- 1986–1989 Wissenschaftlicher Rat der Hauptforschungsrichtung „Hypertonie und Ischämische Herzkrankheit“
- 1989–1990 Wissenschaftlicher Beirat „Laser in der Medizin“
- 1990–1992 Wissenschaftlicher Rat des Instituts für Herz-Kreislauf-Forschung
- 1970–1990 Gesellschaft für Hämatologie und Transfusionswesen
- 1982–1990 Gesellschaft für Angiologie
- Seit 1990 Deutsche Gesellschaft für Angiologie-Gefäßmedizin
- 1991–1995 Subcommittee on Predictive Variables in Vascular Diseases
- 1992–1995 International Society on Thrombosis and Hemostasis

## Werke
- Cornelia Norden (Hrsg. und Autorin): Endothelzelle und Herz-Kreislauf-Erkrankungen, Akademie-Symposium am 10. September 1982 in Berlin Buch, Akademie-Druck Berlin III-12-12 BPG 027/23/83
- Cornelia Norden (Hrsg. und Autorin): Zentralinstitut für Herzkreislaufforschung Berlin Buch: Resultate und Trends ausgewählter Gebiete der Herz-Kreislaufforschung, Band I und II, Bestandsaufnahme 1986, Akademie-Druck Berlin III-12-12 B 171/86
- Cornelia Norden, Horst Heine: Arteriosklerose und Thrombose – Diagnostik, Therapie und Prognose. VEB Gustav Fischer Verlag, Jena 1988
- Cornelia Norden: Anamnese – Eine Ärztin aus der DDR erzählt. Edition Schwarzdruck, Gransee 2013

## Auszeichnungen
- 1984 Robert-Koch-Medaille (DDR)
- 1985 Medizinalrat
- 1989 Verdienter Arzt des Volkes